# Дон Маккензі (плавець)
Дон Маккензі (англ. Don McKenzie, 11 травня 1947 — 3 грудня 2008) — американський плавець.
Олімпійський чемпіон 1968 року.